# Clorură de titan (III)
Clorura de titan (III) este o sare a titanului cu acidului clorhidric cu formula chimică TiCl3.